# Charles Louis Alphonse Laveran
Charles Louis Alphonse Laveran (18 tháng 6 năm 1845 – 18 tháng 5 năm 1922) là một bác sĩ người Pháp.
Năm 1880, khi làm việc trong một bệnh viện quân sự ở Constantine, Algérie, ông đã phát hiện nguyên nhân gây ra bệnh sốt rét là do một động vật nguyên sinh (protozoa), sau khi quan sát các động vật ký sinh trên một "màng máu trải trên tắm kính để soi kính hiển vi" (blood smear) lấy ra từ một bệnh nhân vừa mới bị chết vì bệnh sốt rét do muỗi truyền nhiễm. Đây là lần đầu tiên mà động vật nguyên sinh tỏ ra là nguyên nhân gây ra các căn bệnh. Sau đó ông nghiên cứu về các trùng trypanosomes (trùng mũi khoan), nhất là bệnh ngủ lịm (sleeping sickness).

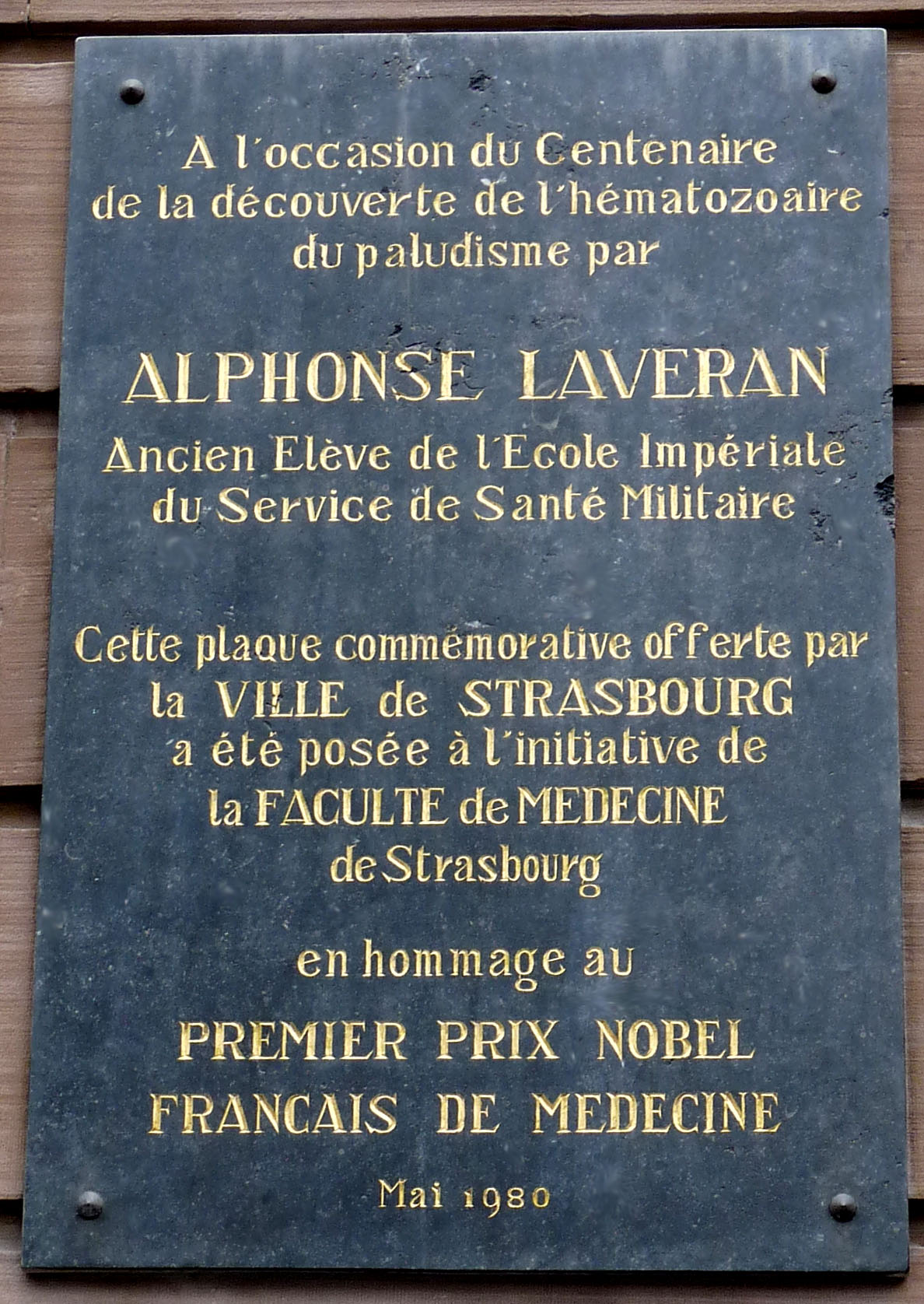
Tấm biển tưởng niệm Laveran ở Strasbourg

Năm 1907, ông đã được trao tặng giải Nobel Sinh lý và Y khoa cho công trình nghiên cứu này, cùng các phát hiện sau này của ông về các bệnh do động vật nguyên sinh gây ra.
Lareran được mai táng trong Nghĩa trang Montparnasse ở Paris.

## Các nơi đặt theo tên ông

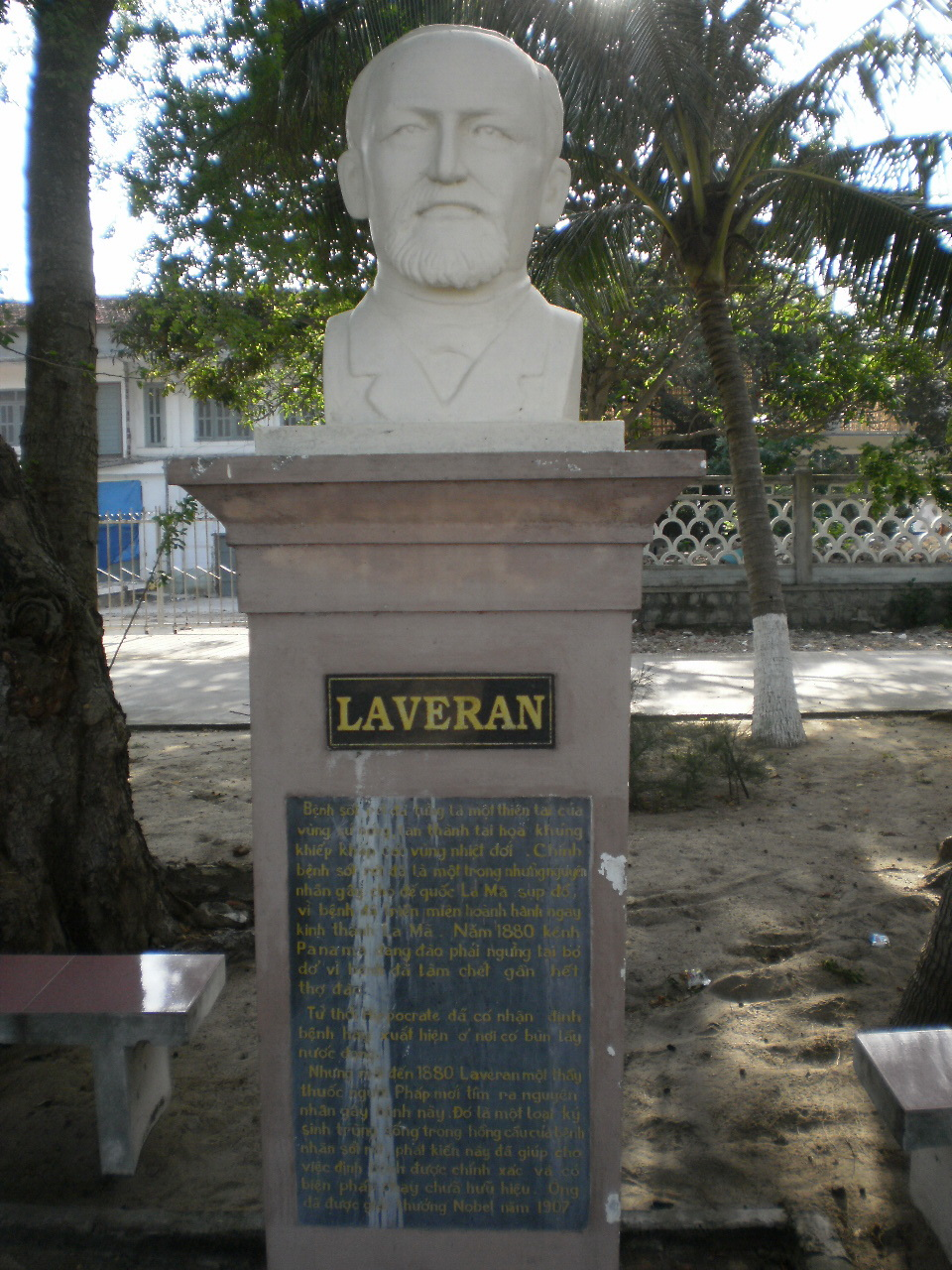
Tượng Laveran tại Quy Hòa, Quy Nhơn, Bình Định.

- Bệnh viện quân sự Laveran ở Marseille
- Pavillon Laveran của Bệnh viện Pitié-Salpêtrière ở Paris
- Quảng trường Alphonse Laveran ở Paris tại Quận 5, trước nhà thờ Val-de-Grâce.
- Trường tiểu học Louis-Alphonse LAVERAN ở Montoy-Flanville, ngôi làng nơi ông kết hôn với Sophie-Marie PIDANCET ngày 05.10.1885.

## Các tác phẩm của Laveran
- Traité des maladies et épidémies des armées (1875)
- Traité des fièvres palustres avec la description des microbes du paludisme (1884)
- Trypanosomes and trypanosomiasis (1904)

### Các sách viết về Laveran
- Marie Phisalix, Alphonse Laveran, sa vie, son œuvre, Masson, Paris, 1923, 268 p.
- Edmond Sergent (et al.), La découverte de Laveran: Constantine, 6 novembre 1880, Masson, Paris, 1929, 48 p.
- Hommes et destins: dictionnaire biographique d'outre-mer, Académie des sciences d'outre-mer, 1975, p. 446